# Gornje Postinje
Gornje Postinje je naselje u Dalmatinskoj Zagori. Pripada općini Muć, u Splitsko-dalmatinskoj županiji. Pravi naziv sela je Postinje Gornje ali zbog propisa u RH rabi se obrnuti naziv koji prvo stavlja pridjeve (gornji, donji, lijevi, desni, mala, mali, velika, veliki..i dr.) prije imena mjesta.
Djelovi mjesta su Vulići, Šimičići, Potkraj, Borovača, Brig, Perići i Fazanerija.

## Zemljopis
Naselje se nalazi između Muća (Zmine) i Postinja Donjeg na državnoj cesti D56.
Najsjeverozapadnije je mjesto u Splitsko-makarskoj nadbiskupiji (Postinje Donje je dio Šibenske biskupije).
Od Splita je udaljeno tridesetak kilometara cestovnim, a oko 17 kilometara zračnim putem. Pravac sjevera, gledano iz Splita, pokazuje smjer Gornjeg Postinja.
Smješteno je u podnožju brda Moseć, točno ispod njegovog najvišeg vrha po imenu Movran.
Kroz središnji dio sela proteže se Postinjsko polje.
Svi dijelovi mjesta priključeni su na vodovodnu mrežu, imaju asfaltirane pristupne ceste i pristup širokopojasnom internetu.

## Ime
Dvočlani ekonim se sastoji od pridjeva "gornje" i imenice "Postinje".
Imenica Postinje je složenica koja se sastoji od prijedloga "po(d)" i "stinje", ikavskog oblika zbirne imenice stijenje. Postinje je nekada bilo Podstinje, a tako je primjerice upisano i u izvješću s pastirskog pohoda trogirskog biskupa Didaka Manole (1755. – 1766.).
Ime sela se odnosi na veliku gredu (klisuru ili sl.) koja se nalazi na sjeverozapadnom izlazu iz sela.

## Stanovništvo
| broj stanovnika | 206   | 205   | 188   | 197   | 217   | 237   | 259   | 206   | 250   | 256   | 220   | 203   | 172   | 139   | 138   | 135   | 132   |
|                 | 1857. | 1869. | 1880. | 1890. | 1900. | 1910. | 1921. | 1931. | 1948. | 1953. | 1961. | 1971. | 1981. | 1991. | 2001. | 2011. | 2021. |